# 大昭寺

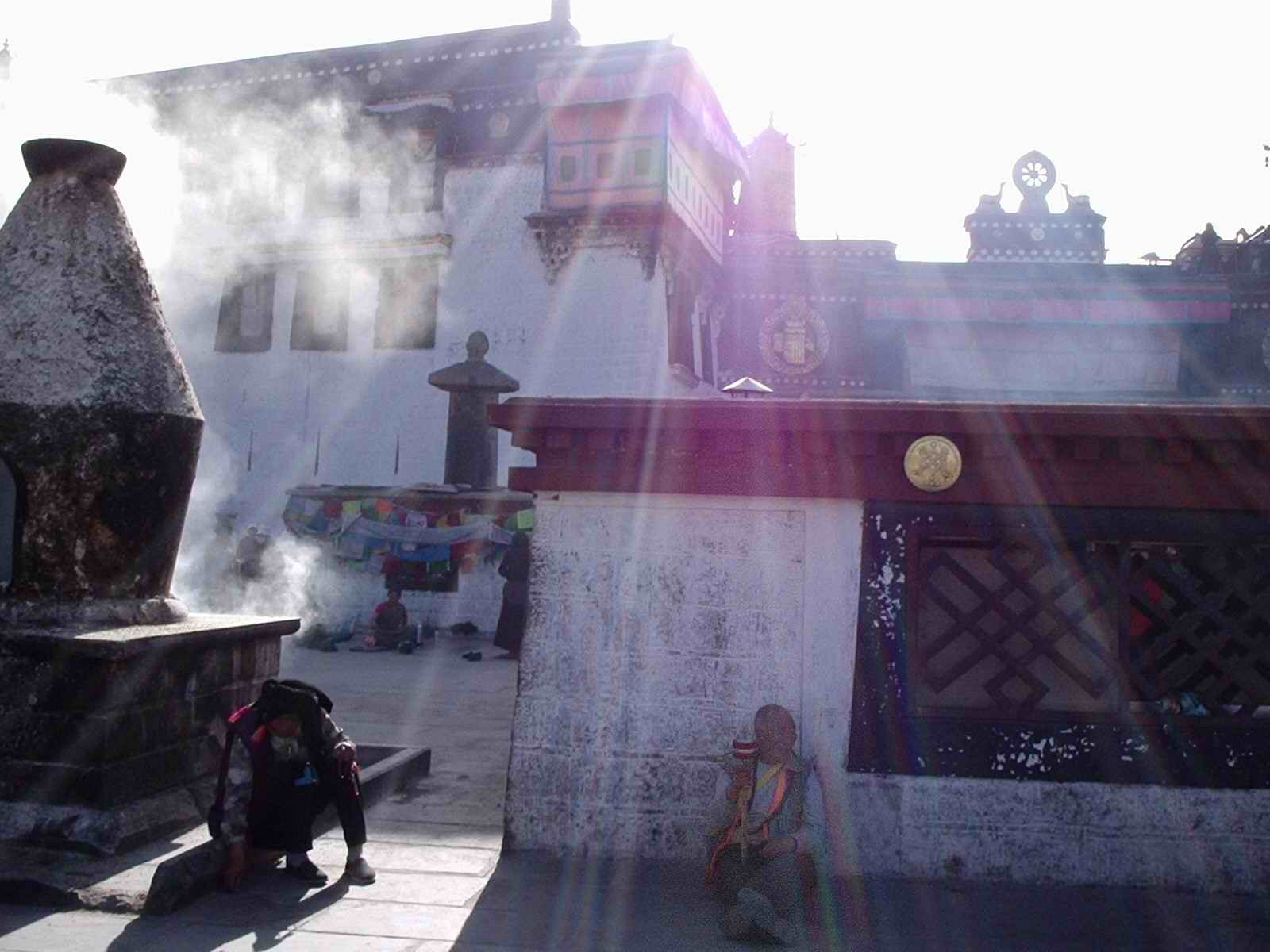
大昭寺近照

大昭寺是中国西藏自治区拉萨市中心的一座藏传佛教寺院，该寺院在藏传佛教中拥有至高无上的地位。2000年，大昭寺作为布达拉宫的扩展项目被列为世界文化遗产。

## 始建年代

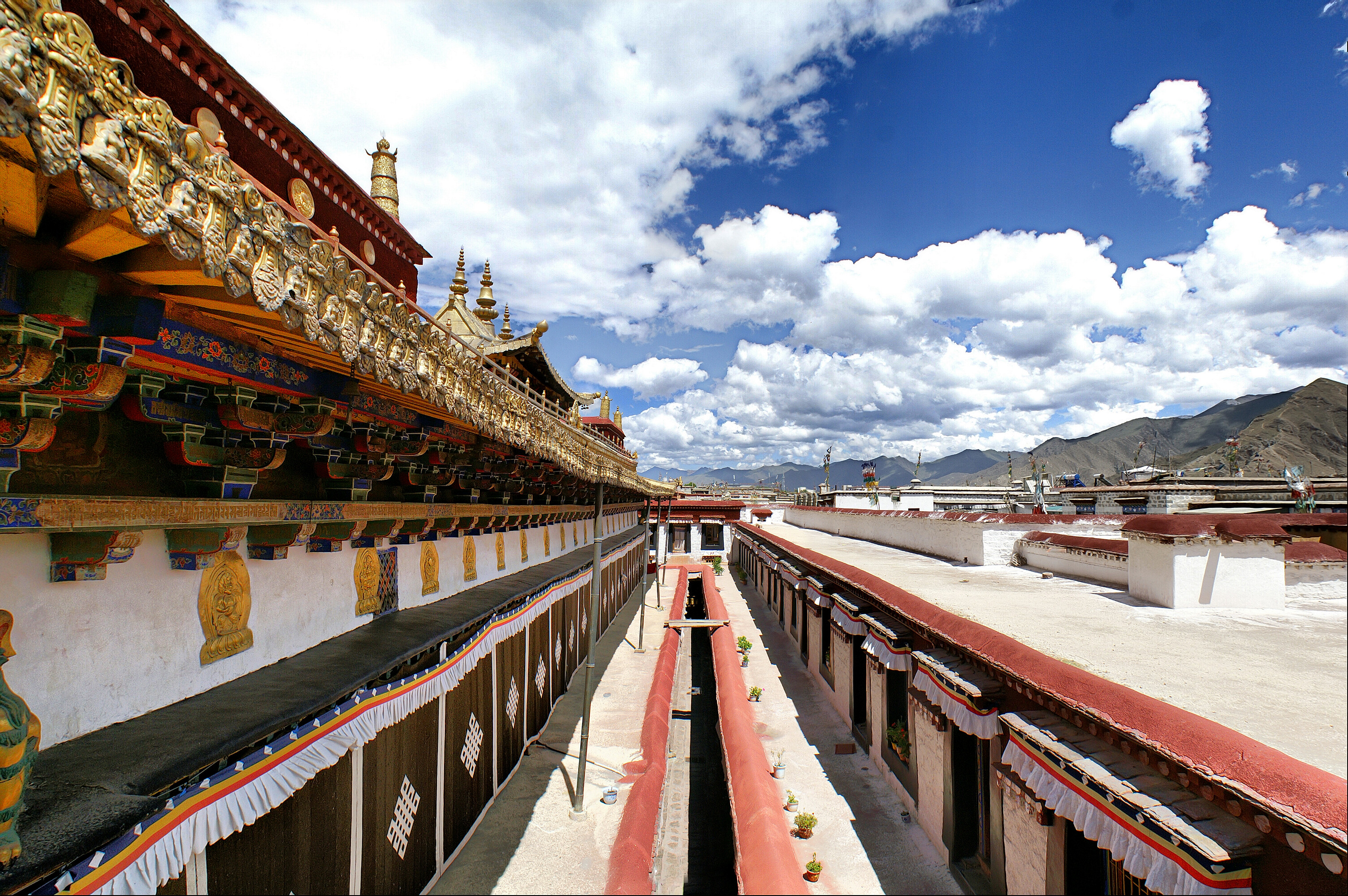
大昭寺具有西藏共通的建筑风格

大昭寺始建于七世纪吐蕃王朝的鼎盛时期，建造的目的据传说是为了供奉一尊不動金剛佛像，即释迦牟尼八岁等身像，该佛像据传是当时的吐蕃赞普松赞干布迎娶的尼泊尔尺尊公主从家乡带去的。據說當地原為一座湖泊，但在松贊干布的努力之下，將它填平建為寺院。之后寺院经历代重新扩建，目前占地25100余平方米。由於默朗欽莫及其政教合一的傳統，大昭寺在文化大革命以前，就已經停止寺廟活動，宗教的代表性更被質疑，也被當地窮困農民翻身的激進分子，視為西藏封建統治象徵的「破四舊」目標。1966年，西藏這些受文革號召的年輕人，組成紅衛兵攻擊大昭寺，摧毀了許多佛像，大昭寺建築之後更成為養豬場，僧人不能進入膜拜。1968年6月7日，中國人民解放军與駐守在大昭寺的造反派和紅衛兵發生衝突，造成人員傷亡。1972年開始大昭寺重修，1980年完成修復工程，並恢復宗教功能。一樓松赞干布所建的觀音像在文革時被扔到大街上，藏人偷偷保存其憤怒與慈悲的頭像各一，後來輾轉流傳到印度達蘭薩拉獻給達賴喇嘛，成為楚拉康寺（Tsug Lagkhang）此像複製品的一部分。值得一提的是，现在大昭寺内供奉的是唐朝文成公主带去的释迦牟尼十二岁等身像，而八岁等身像于八世纪被转供奉在小昭寺。在大昭寺的泥製大佛之中，安放了尺尊公主帶至西藏的木製釋迦牟尼佛像，相傳松贊干布化身為光芒，進入佛像之中。

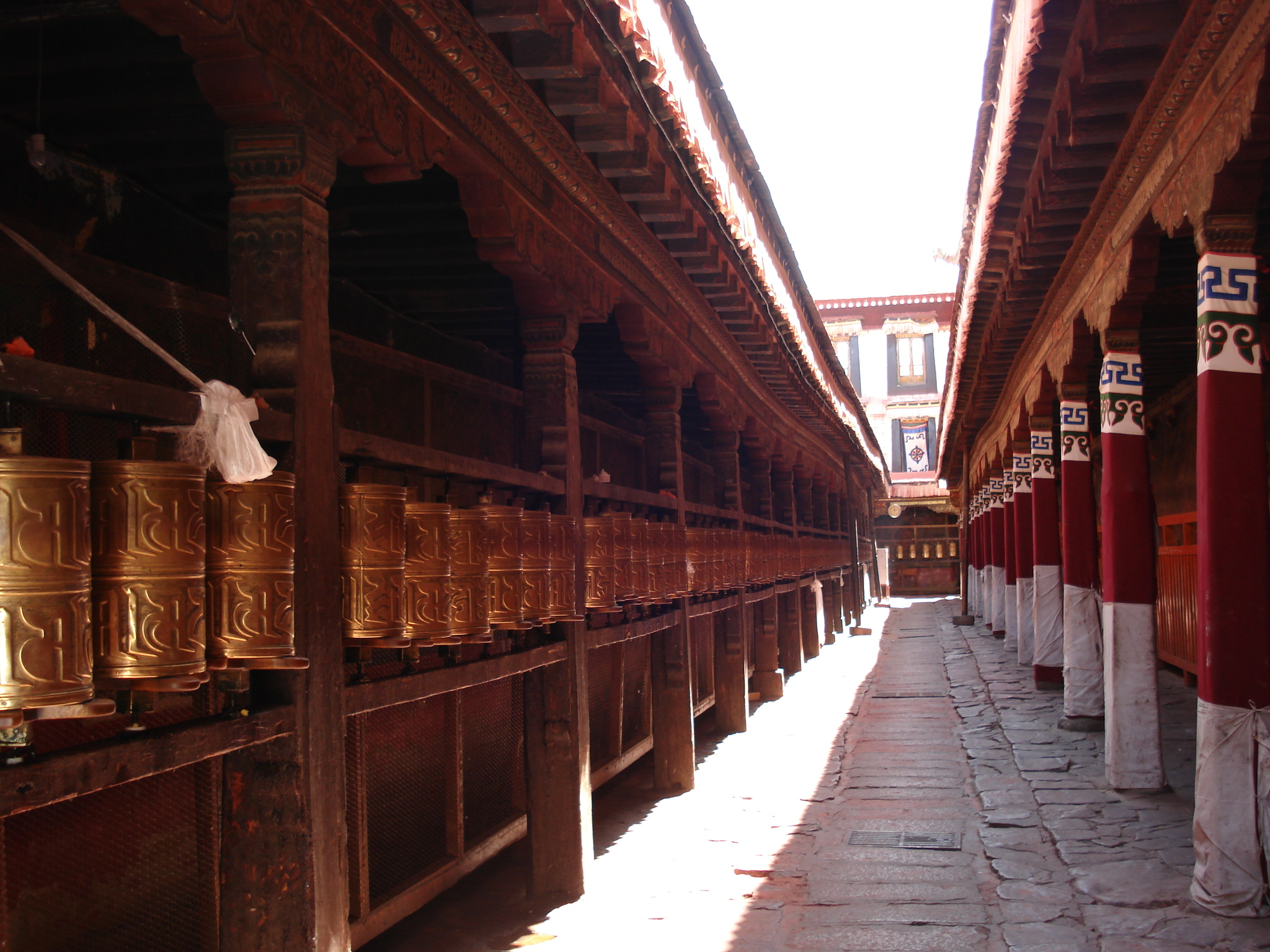
大昭寺

## 名称由来
大昭寺建造时曾以山羊驮土，因而最初的佛殿曾被命名为“羊土神变寺”。1409年，格鲁教派创始人宗喀巴大师为歌颂释迦牟尼的功德，召集藏传佛教各派僧众，在寺院举行了传昭大法会，后寺院改名为大昭寺。也有观点认为早在9世纪时已改称大昭寺。清朝时，大昭寺曾被称为“伊克昭庙”。

## 影响与地位

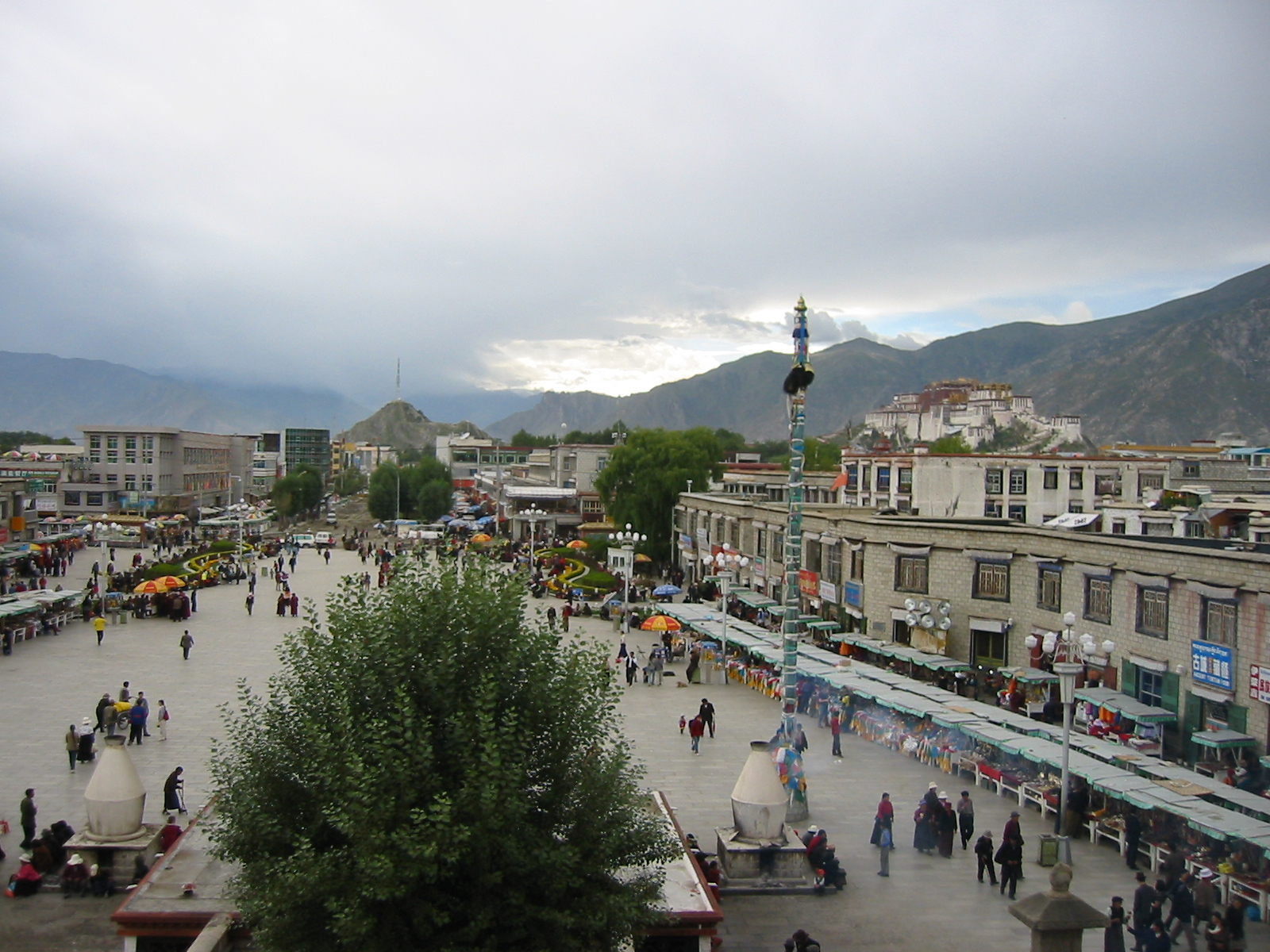
从大昭寺屋顶俯瞰大昭广场。右边远处山上是布达拉宫，近处的柳树是“公主柳”，相传是文成公主所栽。

大昭寺被认为是拉萨的“城市精神中心”和西藏最神圣的寺庙。它也是藏传佛教最神圣的地方之一，在藏民和藏传佛教信徒心中具有至高无上的地位。

### 建筑
大昭寺是西藏现存最辉煌的吐蕃时期的建筑，也是西藏现存最古老的土木结构建筑，开创了藏式平川式的寺庙布局规式（参见大昭寺电子门票）。大昭寺融合了藏、唐、尼泊尔、印度的建筑风格，成为藏式宗教建筑的千古典范。

### 宗教与政治
西藏的寺院多数归属于某一藏传佛教教派，而大昭寺则是各教派共尊的神圣寺院。西藏政教合一之后，“噶厦”的政府机构也设在大昭寺内。活佛转世的“金瓶掣签”仪式历来在大昭寺进行，1995年，十世班禅灵童转世的金瓶掣签仪式也是在这里举行的。

### 社会生活
藏族人民有“先有大昭寺，后有拉萨城”之说，大昭寺在拉萨市具有中心地位，不仅是地理位置上的，也是社会生活层面的。环大昭寺内中心的释迦牟尼佛殿一圈称为“囊廓”，环大昭寺外墙一圈称为“八廓”。以大昭寺为中心，将布达拉宫、药王山、小昭寺包括进来的一大圈称为“林廓”。这从内到外的三个环型，便是藏民们行转经仪式的路线。

## 景观
大昭寺的布局方位与汉族寺院不同，其主殿是坐东面西的。主殿高四层，两侧列有配殿，布局结构上再现了佛教中曼陀罗（曼荼羅）坛城的宇宙理想模式（参见大昭寺电子门票）。寺院内的佛殿主要有释迦牟尼殿、宗喀巴大师殿、松赞干布殿、班旦拉姆殿（格鲁派的护法神）、神羊热姆杰姆殿、藏王殿等等。寺内各种木雕、壁画精美绝伦，空气中弥漫着酥油香气，藏民们神情虔诚地参拜转经。
大昭寺内保存有大量珍贵文物，为藏学研究提供了丰富的素材。此外，在大昭寺门前广场上树立的唐蕃会盟碑见证了汉藏人民的深厚友情，劝人恤出痘碑（为清朝乾隆年间驻藏大臣和琳（和珅之弟）在西藏救治天花患者及改变葬俗而立）则见证了清朝对西藏的关怀。劝人恤出痘碑旁边的公主柳相传为唐朝文成公主手植。

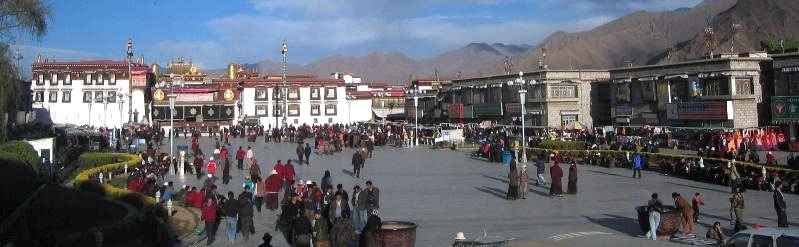
大昭寺广场

## 大火
2018年2月17日，大昭寺建筑内部发生火灾，照片傳開隨即被刪除，官媒通報只作七十多字的交代，情况未明。火灾发生于晚上6点40分，火势直到晚上才扑灭。社交媒体上流传的图片和视频显示部分建筑的屋顶冒出黄色火光并伴有浓烟，随后被删除。官方媒体《西藏日报》当晚在网上发布简讯表示火势“迅速扑灭”，“没有人员伤亡”，同时《人民日报》在网上发布类似的消息，并表示寺内“文物没有伤亡”，但两则报道都没有图片。据新华通讯社，火情出现后寺庙临时关闭，直到2月18日才重新向公众开放。然而，自由亚洲电台称寺中央的佛祖像前挂上了全新的黄布，第二层没向游人开放。

### 引用
1. ↑  《布頓佛教史》第五章〈藏地佛教〉：「此後，松贊干布派人從印度請來，自然生成的蛇心旃檀十一面觀音像。與泥婆羅光鎧王之公主赤尊成婚，公主帶來不動金剛佛像（註：佛陀八歲等身像）、彌勒像、旃檀度母像。」
2. ↑  . 西藏在线. 2018-03-08  [2018-09-25]. （原始内容存档于2018-09-25）.
3. ↑  . 自由亚洲电台. 2016-01-21  [2021-12-25]. （原始内容存档于2021-12-25）.
4. ↑  陆林汉 实习生 刘畅. . 澎湃新闻. 2021-08-03. （原始内容存档于2024-06-18）.
5. ↑  陳雨鑫. . 中國時報. 2013-04-05  [2018-02-19]. （原始内容存档于2018-02-19）.
6. ↑  Michael Buckley. . Bradt Travel Guides. 2012: 145  [2018-09-25]. ISBN 978-1-84162-382-5. （原始内容存档于2021-08-07）.
7. ↑  . Lonely Planet.   [2018-09-25]. （原始内容存档于2018-09-25）.
8. ↑  . 人民網.   [2018-02-19]. （原始内容存档于2012-11-24）.
9. ↑  . 央视网. 2009-01-12  [2021-12-17]. （原始内容存档于2021-12-17）.
10. ↑  . 《瞭望》新闻周刊. 2011-07-11  [2021-12-17]. （原始内容存档于2021-12-17） –中新网.
11. ↑  . BBC. 2018-02-18  [2018-02-19]. （原始内容存档于2018-03-30）.
12. ↑  Buckley, Chris. . New York Times. 2018-02-17  [2018-02-18]. （原始内容存档于2018-02-17）.
13. ↑  . AFP. 2018-02-19  [2018-02-19]. （原始内容存档于2018-02-19）.
14. ↑  Finney, Richard. . Radio Free Asia. 2018-02-20  [2018-02-21]. （原始内容存档于2018-02-21）.